# Sony Pictures Classics
Sony Pictures Classics, ou SPC, é uma empresa americana de produção e distribuição de filmes que é uma divisão da Sony Pictures. Foi fundada em 1992 pelos antigos chefes da Orion Classics Michael Barker, Tom Bernard, e Marcie Bloom (semelhante à Paramount Vantage, Miramax, Searchlight Pictures, e Focus Features). Distribui, produz e adquire filmes especializados, tais como documentários, filmes independentes e de arte nos Estados Unidos e internacionalmente. A partir de 2015, Barker e Bernard são co-presidentes da divisão.

## História
Sony Pictures Classics foi formada em 1992, por Michael Barker, Tom Bernard e Marcie Bloom, criada como uma divisão autónoma da Sony Pictures. O modelo da empresa é produzir, adquirir e/ou distribuir filmes independentes dos Estados Unidos e internacionalmente.
Sony Pictures Classics tem uma história de fazer investimentos razoáveis para pequenos filmes, e obter um retorno decente. Tem uma história de não gastar demais. O seu maior sucesso comercial dos anos 2010 é Meia-Noite em Paris de Woody Alllen (2011), que rondou os 56 milhões de dólares nos EUA, tornando-se o filme de Allen com o maior volume no box-office de sempre nos Estados Unidos.
Ocasionalmente, a Sony Pictures Classics concorda em lançar filmes para todas as outras divisões de estúdio cinematográfico da Sony; contudo, sob a estrutura da Sony Pictures Classics dentro da Sony, todas as outras divisões da Sony (incluindo a empresa mãe) não podem forçar a Sony Pictures Classics a lançar qualquer filme que a divisão não queira lançar.